# Allantodia calogrammoides
Allantodia calogrammoides là một loài thực vật có mạch trong họ Woodsiaceae. Loài này được Ching ex W.M. Chu & Z.R. He miêu tả khoa học đầu tiên năm 1998.